# Hui Ye
Hui Ye (* 1981 in Guangzhou) ist eine chinesische elektroakustische Musikerin und Medienkünstlerin.

## Leben
Sie besuchte von 1997 bis 2002 das Musikgymnasium in Xinghai. Anschließend zog sie nach Wien, um an der Musik und Kunst Privatuniversität der Stadt Wien zu studieren. 2004 wechselte sie an die Universität für Musik und darstellende Kunst Wien und belegte Musiktheorie. Von 2006 bis 2011 studierte sie außermdem elektroakustische Komposition unter dem österreichischen Computermusiker und Klangkünstler Karlheinz Essl und Germán Toro-Pérez sowie klassische Komposition unter Detlev Müller-Siemens. An der Universität für Angewandte Kunst Wien belegte Ye außerdem den Studiengang Digitale Kunst sowie TransArts, das sie 2018 abschloss.

## Werk
Zu ihren Arbeiten zählen instrumentale und elektroakustische Kompositionen, Klang- und Videoinstallationen sowie elektroakustische, audiovisuelle Inszenierungen. Zu Beginn ihrer musikalischen Karriere arbeitete Ye mit No-Input-Mixing. Als Computermusikerin programmiert sie eigene Patches via Max/MSP. Sie setzt sich mit der in Südchina beheimateten Kanton-Oper auseinander, vermeidet aber Anklänge an die „zeitgenössischen“ chinesischen Kompositionen. Mit ihren kompositorischen Arbeiten konzentriert sich Ye auf individuelle auditive Wahrnehmungsphänomene, die vielfältigen Beziehungen zwischen Hör- und Sichtbarem, sowie auf die Transformationen von auditiven und visuellen Elementen.
In den letzten Jahren hat sie ihren Fokus stärker auf bildende Kunst, speziell Kurzfilme und Videoinstallationen verlagert. Der Rektor der Universität für Angewandte Kunst in Wien, Gerald Bast, fasst ihre Arbeit zusammen: „Hui Ye bringt in überzeugender Weise mit künstlerischen Methoden das aktuelle und vielschichtige Thema Kommunikation im Digitalen Zeitalter auf den Punkt.“ Ihre Arbeiten wurden u. a. aufgeführt bzw. ausgestellt beim Festival Carinthischer Sommer, Wien modern, im Palais Kabelwerk Wien, dem Wiener Brut, Tanzquartier Wien und Künstlerhaus Wien sowie der Kunsthalle Wien. Hui Ye lebt und arbeitet in Wien.

## Preise
- Theodor-Körner-Preis für Komposition (2007)[8]
- Preis der Kunsthalle Wien (2018)[9]